# Prostomidae
Čeleď Prostomidae je malá skupina brouků bez obecného jména, ačkoliv někteří anglicky hovořící autoři je označují jako jugular-horned beetles.

## Taxonomie
Rod Prostomis
- Prostomis mandibularis